# Institut fédéral de volley-ball 2021-2022
Questa voce raccoglie le informazioni riguardanti l'Institut fédéral de volley-ball nelle competizioni ufficiali della stagione 2021-2022.

## Organigramma societario
Area direttiva
- Presidente: Patrick Kurtz

Area tecnica
- Allenatore: Félix André

## Rosa
| N° | Nome                     | Ruolo | Data di nascita   | Nazionalità sportiva |
| -- | ------------------------ | ----- | ----------------- | -------------------- |
| 1  | Aminata Dia              | C     | 21 febbraio 2002  | Francia              |
| 2  | Clara Bal                | S     | 6 maggio 2004     | Francia              |
| 3  | Leïa Ratahiry            | S     | 27 settembre 2002 | Francia              |
| 4  | Hope Rakotozafy          | L     | 21 agosto 2003    | Francia              |
| 5  | Jade Defraeye            | C     | 22 marzo 2003     | Francia              |
| 6  | Fatoumata Fanguédou      | C     | 27 giugno 2003    | Francia              |
| 7  | Lilou Ratahiry           | O     | 17 giugno 2004    | Francia              |
| 8  | Émilie Respaut           | P     | 25 aprile 2003    | Francia              |
| 9  | Aurore Mobisa            | C     | 3 dicembre 2002   | Francia              |
| 10 | Énora Danard-Selosse     | P     | 31 dicembre 2002  | Francia              |
| 11 | Nawelle Chouikh-Barbez   | S     | 11 dicembre 2004  | Francia              |
| 12 | Maéva Schalk             | S     | 14 dicembre 2005  | Francia              |
| 13 | Nora Legrand             | C     | 7 febbraio 2005   | Francia              |
| 14 | Tshilanda Diouf          | C     | 16 ottobre 2005   | Francia              |
| 15 | Halimatou Bah            | S     | 21 dicembre 2003  | Francia              |
| 16 | Maëlie Le Berre          | O     | 5 ottobre 2005    | Francia              |
| 17 | Lauralee Blanc           | P     | 7 dicembre 2004   | Francia              |
| 18 | Chiara Napoli            | P     | 8 febbraio 2004   | Francia              |
| 19 | Julia Casadei            | L     | 19 maggio 2004    | Francia              |
| 20 | Judith Brunier Balandras | C     | 26 ottobre 2005   | Francia              |
| -  | Emma Leroy               | L     | 13 maggio 2006    | Francia              |